# Boucles et Nœuds
Boucles et Nœuds est un roman de Gilbert Lascault paru en 1981 aux éditions Balland et ayant reçu, avec La Destinée de Jean Simon Castor du même auteur, le prix France Culture la même année.

## Éditions
- Boucles et Nœuds, éditions Balland, 1981  (ISBN 2715802951)